# Edde
Edde község Somogy vármegyében, a Kaposvári járásban.

## Fekvése
Kaposvártól északnyugatra fekvő település, szilárd burkolatú úton csak nyugati irányból, a Kaposvár-Fonyód közti 6701-es útról Osztopán és Somogyjád között letérve, a 67 109-es úton közelíthető meg. Közigazgatási határának déli szélét érinti a Ráksi-Somogyjád közti 6513-as út is, de a lakott területeivel ez az út nem találkozik.

## Története
Edde nevét az 1332-1337 évi pápai tizedjegyzék említette először, mint egyházas helyet. 1408-ban Zsigmond magyar király Mesztegnyei Szerecseny Mihály itteni birtokait Gordovai Fancs Lászlónak adományozta. 1424-ben Fancs László fiai osztoztak meg itteni birtokaikon. 1425-ben Edde thapsoni Anthymus János alnádor fiaié: Tapsonyi Miklósé és Jánosé volt, majd 1445-ben Tapsonyi Miklóstól osztopáni Perneszy Pál alnádor vásárolta meg. 1464-ben Battyáni Alapi Andrásnál volt egy része zálogban, 1465-ben pedig Nagyszakácsi határjáró oklevélben szerepelt. 1468-ban, a vele szomszédos Gyümölcsénnyel együtt, a Szigethi Anthimiaké volt és ekkor Gyümölcsény-Edde alakban fordult elő. 1512-ben Osztopáni Miklós, Pál és István nyerték adományul II. Ulászló királytól.
Az 1536 évi adólajstromban 3 Edde nevű helységet is felsoroltak: 
- Gyümölcsényedde a pannonhalmi apátság, továbbá Messer Miklós, Bornemisza János, Zalay Pál és Benedek, Nagy Mátyás és Szentpétery Miklós birtoka volt.
- Edde helységben Sulyok Balázs, Bornemisza János, Zalay Pál és Nagy Máté volt a birtokosa
- Mesztegnyő-Edde helységben pedig Bodó Ferenc gyermekei és Horváth János özvegye voltak a földesurak.

1550-ben Felső-Edde Bornemisza Mihályé, Kis-Edde Koroknai Mátyásé volt. 1660-ban Rácz-Edde Túrós Miklós birtoka volt. 1700-1702 körül Gorup Ferenc, 1703-ban felerészben Pulyai György, felerészben pedig Zankó Miklós és Boldizsár birtoka, majd 1710 előtt még Frankovics János, 1715-ben részben Babócsay özvegye birtokolta. 1726-ban felerésze a gróf Harrach családé, felerésze pedig Bátsmegyey János és Szily Márton örököseié volt. 1733-ban már az egész helység a Hunyadyaké volt, 1776-ban Záborszky László, Wlassics Gyula özvegye, Rosty Terézia Szelesteyné, és Rosty Justina voltak birtokosai. A 19. század elején a Hermann, Bondis, Gludovácz és a Festetics családok birtoka volt, 1886-ban pedig gróf Zichy Jánosé volt. Az 1900-as évek elején pedig Pallini Inkey László császári és királyi kamarásnak volt itt nagyobb birtoka.
A 20. század elején Somogy vármegye Lengyeltóti járásához tartozott. 1910-ben 678 lakosából 669 magyar volt. Ebből 491 római katolikus, 184 református, 2 evangélikus volt.
Ide tartozott még Alsóbogát, Csollányos-puszta, Felsőbogát, Lászlómajor és Juhásztanya is.

### Bogát
Alsóbogát és Felsőbogát helyén a középkorban Bogát falu feküdt, amelyet először, a Szent László királytól, a szentmártoni benedekrendi apátság részére 1083-1095 években kiállított összeírólevél említett először. 1229-ben Bagat néven a székesfehérvári káptalan birtoka volt, melyet 1239-ben a káptalan a szentmártoni apátságnak engedett át. Az 1332-1337évi pápai tizedjegyzékben Vugath, Bugat alakban említették. 1472-től a káptalan és a szentmártoni apátság birtoka lett. Az 1580 évi török kincstári adójegyzék pedig a koppányi nahiébe sorozza. Az 1660 évi dézsmaváltságjegyzék szerint már a szigligeti várhoz tartozott. 1726-ban a Lengyel és a Mérey családoké, 1733-ban pedig csak a lengyeltóti Lengyel családé volt.
Később a puszta két részre szakadt, Alsóbogát a Boronkay családé, majd gróf Festetics Miklósé lett, aki itt 1830 körül kastélyt is építtetett, amely az 1900-as évek elején Pallini Inkey Lászlóé lett. Felsőbogát a Lengyel család után Vrancsics tábornok birtokába került, aki itt kastélyt építtetett. Később pedig báró Puteány Sándor, majd a Gludovácz és Inkey családok birtokába került. 1856-ban gróf Zichy Károlyé volt. Környékén a római korból való leletek kerültek napvilágra.
Alsóbogát 1994-ben vált külön Eddétől és lett önálló település.

## Közélete

### Polgármesterei
- 1990–1994: Megyeri János (független)[3]
- 1994–1998: Megyeri János (független)[4]
- 1998–2002: Megyeri János (független)[5]
- 2002–2006: Megyeri János (független)[6]
- 2006–2010: Megyeri János (független)[7]
- 2010–2014: Megyeri János (Fidesz-KDNP)[8]
- 2014–2019: Nagy Mariann (független)[9]
- 2019–2024: Nagy Mariann (független)[10]
- 2024– : Nagy Mariann (független)[1]

## Népesség
A település népességének változása:
| Lakosok száma | 207  | 205  | 197  | 169  | 163  | 164  | 154  |
|               | 2013 | 2014 | 2015 | 2021 | 2022 | 2023 | 2024 |

A 2011-es népszámlálás során a lakosok 94,4%-a magyarnak, 37,2% cigánynak, 1,7% németnek, 1,1% románnak mondta magát (4,4% nem nyilatkozott; a kettős identitások miatt a végösszeg nagyobb lehet 100%-nál). A vallási megoszlás a következő volt: római katolikus 85,6%, református 3,9%, evangélikus 0,6%, görögkatolikus 1,1%, felekezet nélküli 1,1% (7,8% nem nyilatkozott).
2022-ben a lakosság 87,1%-a vallotta magát magyarnak, 40,5% cigánynak, 3,1% németnek, 0,6% ukránnak, 0,6% románnak, 1,8% egyéb, nem hazai nemzetiségűnek (12,3% nem nyilatkozott; a kettős identitások miatt a végösszeg nagyobb lehet 100%-nál). Vallásuk szerint 56,4% volt római katolikus, 1,2% református, 1,2% egyéb katolikus, 12,3% felekezeten kívüli (28,8% nem válaszolt).

## Nevezetességei
- Református templom

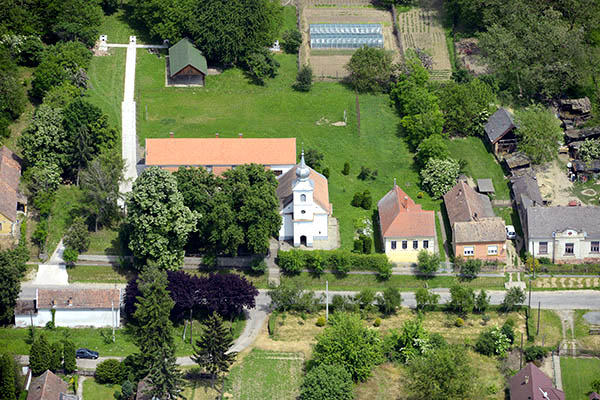
Légi felvétel Eddéről

## Ismert személyek, akik a településhez kötődnek
- Edde-Alsóbogátpusztán született 1905. március 27–én Kalmár László matematikus, az MTA tagja.